# Essenza di trementina
L'essenza di trementina o spirito di trementina è un liquido che si ottiene per distillazione in corrente di vapore dalla trementina, una resina delle conifere.
Viene usata come solvente nell'industria delle vernici e delle pitture, nonché per sciogliere le cere nella lucidatura dei mobili, sebbene ultimamente sia stata sostituita con altri solventi a base di idrocarburi; per la sua azione revulsiva è talvolta usata in farmacia. È il punto di partenza per la sintesi della canfora nel metodo ideato dal chimico francese Auguste Béhal.
Viene detta anche "acquaragia naturale", per distinguerla dall'acquaragia minerale.

## Metodi di estrazione
Si conoscono quattro metodi di estrazione dell'essenza di trementina, a seconda di quale parte dell'albero si usa per ottenerla:
- Quella della resina, in cui la quantità di essenza di trementina si attesta al 25%, che viene estratta al vapore dall'essudato di pino.
- Quella del legno, che può essere estratta tramite solventi dai durami del tronco lasciati fermentare una quindicina d'anni.
- Quella dei rami secchi o del tronco, ottenuta fornendo calore.
- Quella della polpa di legno, nell'industria della carta quando si separa la porzione resinosa dalla polpa.

Bolle tra i 155° e 170° ed ha una densità compresa tra 0,85 e 0,87 g/cm3.
È incolore, ma ha un odore penetrante, dovuto anche alla sua elevata evaporazione. 
Si tratta di un prodotto infiammabile, nocivo per ingestione, inalazione e contatto cutaneo; esso è altresì tossico per gli organismi acquatici, mentre è ancora dubbio il suo potenziale effetto cancerogeno.

## Nella cultura di massa
Viene utilizzata nel cortometraggio Disney del 1933 "i Tre porcellini" dai protagonisti per far desistere il lupo dal tentativo di accedere alla casa in mattoni del terzo porcellino tramite il camino.